# Чилгові (Міссурі)
Чилгові (англ. Chilhowee) — місто (англ. city) в США, в окрузі Джонсон штату Міссурі. Населення — 291 особа (2020).

## Географія
Чилгові розташоване за координатами 38°35′19″ пн. ш. 93°51′22″ зх. д. / 38.58861° пн. ш. 93.85611° зх. д. (38.588602, -93.856169).  За даними Бюро перепису населення США в 2010 році місто мало площу 0,99 км², з яких 0,99 км² — суходіл та 0,00 км² — водойми.

## Демографія
Згідно з переписом 2010 року, у місті мешкало 325 осіб у 129 домогосподарствах у складі 85 родин. Густота населення становила 327 осіб/км².  Було 163 помешкання (164/км²).
Расовий склад населення:
| - 95,4 % — білих - 0,9 % — корінних американців |

До двох чи більше рас належало 3,7 %. Частка іспаномовних становила 1,2 % від усіх жителів.
За віковим діапазоном населення розподілялося таким чином: 29,8 % — особи молодші 18 років, 54,8 % — особи у віці 18—64 років, 15,4 % — особи у віці 65 років та старші. Медіана віку мешканця становила 35,1 року. На 100 осіб жіночої статі у місті припадало 101,9 чоловіків;  на 100 жінок у віці від 18 років та старших — 96,6 чоловіків також старших 18 років.
Середній дохід на одне домашнє господарство  становив 35 443 долари США (медіана — 26 000), а середній дохід на одну сім'ю — 44 109 доларів (медіана — 33 125). За межею бідності перебувало 28,3 % осіб, у тому числі 52,7 % дітей у віці до 18 років та 6,1 % осіб у віці 65 років та старших.
Цивільне працевлаштоване населення становило 97 осіб. Основні галузі зайнятості: виробництво — 26,8 %, транспорт — 18,6 %, освіта, охорона здоров'я та соціальна допомога — 18,6 %.